# Parti de l'Alliance d'Irlande du Nord
Pour les articles homonymes, voir Parti de l'alliance.
Le Parti de l'Alliance d'Irlande du Nord (en anglais : Alliance Party of Northern Ireland, APNI, ou plus communément Alliance) est un parti politique nord-irlandais, non confessionnel, fondé en 1970. Il est devenu en 2022 le troisième plus grand parti d'Irlande du Nord avec dix-sept sièges au sein de l'assemblée d'Irlande du Nord et un siège à la Chambre des communes du Royaume-Uni.
Il est créé en 1970 à partir du New Ulster Movement. À l'origine, le parti de l'Alliance défend un unionisme modéré et non confessionnel. Toutefois, avec le temps et notamment dans les années 1990, il devient plus neutre sur la question de l'Union et se tourne davantage vers le libéralisme et le non-confessionnalisme. Il combat l'idée d'un pouvoir consociational qu'il perçoit comme amplifiant les divergences confessionnelles. Au sein de l'assemblée nord-irlandaise, il n'est pas référencé parmi les unionistes ou les nationalistes mais comme « autre » pour mettre en avant sa neutralité.
En 2010, l’Alliance remporte son premier siège à Westminster lors d'une élection générale. Il remporte la circonscription de Belfast-est, en battant Peter Robinson, le leader du Parti unioniste démocrate et premier ministre de l'Irlande du Nord. Naomi Long devient la première députée du parti depuis Stratton Mills qui a rejoint l'Alliance en 1973 après avoir quitté le Parti unioniste d'Ulster.
Il était membre du Parti européen des libéraux, démocrates et réformateurs et redevient membre du Parti de l'Alliance des libéraux et des démocrates pour l'Europe en 2018.
Le parti est officiellement neutre sur la question du statut de l'Irlande du Nord mais ses membres sont de nos jours plus nombreux à souhaiter la réunification de l'Irlande plutôt que le maintien au sein du Royaume-Uni.

## Résultats électoraux

### Élections générales britanniques
Résultats présentés à l'échelle de l'Irlande du Nord.
| Année        | Vote    | %    | Mandats | Rang |
| ------------ | ------- | ---- | ------- | ---- |
| février 1974 | 22 660  | 3,2  | 0 / 12  | 7e   |
| octobre 1974 | 44 644  | 6,3  | 0 / 12  | 5e   |
| 1979         | 8 021   | 1,2  | 0 / 12  | 11e  |
| 1983         | 61 275  | 8,0  | 0 / 17  | 5e   |
| 1987         | 72 671  | 10,0 | 0 / 17  | 5e   |
| 1992         | 68 695  | 8,7  | 0 / 17  | 5e   |
| 1997         | 62 972  | 8,0  | 0 / 18  | 5e   |
| 2001         | 28 999  | 3,6  | 0 / 18  | 5e   |
| 2005         | 28 291  | 3,9  | 0 / 18  | 5e   |
| 2010         | 42 762  | 6,4  | 1 / 18  | 6e   |
| 2015         | 61 556  | 8,6  | 0 / 18  | 5e   |
| 2017         | 64 553  | 7,9  | 0 / 18  | 5e   |
| 2019         | 134 115 | 16,8 | 1 / 18  | 3e   |
| 2024         | 117 191 | 15,0 | 1 / 18  | 3e   |

### Élections parlementaires nord-irlandaises
| Année | Voix    | %     | Mandats | Rang | Gouvernement              |
| ----- | ------- | ----- | ------- | ---- | ------------------------- |
| 1973  | 66 541  | 9,2   | 8 / 78  | 8e   |                           |
| 1975  | 64 657  | 9,8   | 8 / 78  | 5e   |                           |
| 1982  | 58 851  | 9,3   | 10 / 78 | 5e   |                           |
| 1996  | 49 176  | 6,5   | 7 / 110 | 5e   |                           |
| 1998  | 52 636  | 6,5   | 6 / 108 | 5e   | Opposition                |
| 2003  | 25 370  | 3,7   | 6 / 108 | 5e   | Vacance de l'exécutif     |
| 2007  | 56 139  | 5,2   | 7 / 108 | 5e   | 3e Exécutif               |
| 2011  | 50 875  | 7,8   | 8 / 108 | 5e   | 4e Exécutif               |
| 2016  | 48 447  | 7,0   | 8 / 108 | 5e   | Opposition                |
| 2017  | 72 717  | 9,1   | 8 / 90  | 5e   | 6e Exécutif (depuis 2020) |
| 2022  | 116 681 | 13,53 | 17 / 90 | 3e   |                           |

### Élections européennes
Résultats présentés à l'échelle de l'Irlande du Nord.
| Année | %               | Mandats         | Rang            | Groupe          |
| ----- | --------------- | --------------- | --------------- | --------------- |
| 1979  | 6,8             | 0 / 3           | 5e              | -               |
| 1984  | 5,0             | 0 / 3           | 5e              | -               |
| 1989  | 5,2             | 0 / 3           | 5e              | -               |
| 1994  | 4,1             | 0 / 3           | 5e              | -               |
| 1999  | 2,1             | 0 / 3           | 7e              | -               |
| 2004  | pas de candidat | pas de candidat | pas de candidat | pas de candidat |
| 2009  | 5,5             | 0 / 3           | 6e              | -               |
| 2014  | 7,1             | 0 / 3           | 5e              | -               |
| 2019  | 18,5            | 1 / 3           | 3e              | RE              |

### Élections locales
| Année | Voix   | %    | Sièges   |
| ----- | ------ | ---- | -------- |
| 2001  | 40 443 | 5,1  | 28 / 582 |
| 2005  | 35 149 | 5,0  | 30 / 582 |
| 2011  | 48 859 | 7,4  | 44 / 583 |
| 2014  | 41 769 | 6,7  | 32 / 462 |
| 2019  | 78 052 | 11,5 | 53 / 462 |
| 2023  | 99 251 | 13,3 | 67 / 462 |